# Ерколе де Роберти
Ерколе де Роберти (итал. Ercole de’ Roberti) такође Ерколе да Ферара (итал. Ercole da Ferrara; рођен око 1450. у Ферари, Папска држава — умро 1496. у Ферари), био је италијански сликар ферарске школе, чије дјело карактерише веома личан стил и сензибилитет са дубоким духовним патосом . Вјерује се да је учио сликарство са Косимом Туром, дворским сликарем војводске породице Исток из Фераре и такође са Туриним учеником Франческом дел Козом. У његовом раном дјелу је видљив утицај обојице учитеља, међутим претјерано истицање емоција, науштрб натурализма, даје посебан квалитет његовом сликарству. Његово касније дјело показује озбиљнији третман емоције без жртвовања технике натурализма која карактерише рану ренесансу. 
Године 1470. Роберти је радио са Дел Козом на серији фресака у палати Скифаноја у Ферари. Такође се вјерује да је био Дел Козин асистент на изради олтараних слика у цркви Сан Петронио у Болоњи. 